# بيغنتيرفيرون – ألفا – 2أ
بيغنتيرفيرون – ألفا – 2أ هو دواء ذو مفعول مزدوج حيث أنه مضاد للفيروسات ومحفز للجهاز المناعي، يتكون من إضافة غليكول متعدد الإيثيلين إلى الإنترفيرون ليزيد من عمر النصف الحيوي مقارنة بالإنترفيرون الأصلي.
تنتجه شركة روش تحت اسم تجاري هو بيغاسيس (بالإنجليزية: Pegasys)‏.
الدواء مدرج ضمن قائمة منظمة الصحة العالمية للأدوية الأساسية.

## الاستخدامات
يستخدم في علاج التهاب الكبد الفيروسي ج والتهاب الكبد الفيروسي ب.